# Phương diện quân Viễn Đông 2
Phương diện quân Viễn Đông 2 (tiếng Nga: 2-й Дальневосточный фронт) là một tổ chức tác chiến chiến lược của Hồng quân Liên Xô trong Thế chiến thứ hai, với địa bàn tác chiến chủ yếu ở Mãn Châu, Sakhalin và Quần đảo Kuril trong Chiến tranh Xô-Nhật.

## Lịch sử
Phương diện quân Viễn Đông 2 được thành lập ngày 5 tháng 8 năm 1945 từ các đơn vị và địa bàn tác chiến của Phương diện quân Viễn Đông hình thành từ trước chiến tranh trên cơ sở chỉ thị ngày 2 tháng 8 năm 1945 của Stavka. Ngày 9 tháng 8, phương diện quân đã tiến hành cuộc tấn công vào các đơn vị thuộc Đạo quân Quan Đông của Lục quân Đế quốc Nhật Bản. Các đơn vị của phương diện quân nhanh chóng vượt qua sông Amur và Ussuri, đổ bộ và phá vỡ tuyến phòng thủ kiên cố của quân Nhật ở vùng Sakhalin, vượt qua dãy núi Đại Hưng An. Các cứ điểm quan trọng trong hệ thống phòng thủ của quân Nhật nhanh chóng sụp đổ và đến ngày 20 tháng 8 thì bộ chỉ huy quân Nhật trên khu vực Đông Bắc Mãn Châu bắt đầu đầu hàng.
Không dừng lại ở đó, ngày 11 tháng 8, các đơn vị của Tập đoàn quân 16 đã phát động một cuộc tấn công vào Nam Sakhalin và đến ngày 18 tháng 8 đã chiếm phần lớn trong số đó. Từ ngày 19 đến 25 tháng 8, các đơn vị đổ bộ trên biển (ở Otomari, ngoài ra và trên không) đã cập cảng Maoka và Otomari. Vào ngày 25 tháng 8, trung tâm hành chính của Nam Sakhalin, thành phố Toyohara, đã bị chiếm đóng. Đến đầu tháng 9, các đơn vị cuối cùng của Nhật Bản đã ngừng kháng cự. Tuy nhiên, do cuộc tấn công chậm vào Sakhalin, chiến dịch đổ bộ theo kế hoạch trên đảo Hokkaido của Nhật Bản đã bị trì hoãn và sau đó bị đình chỉ.
Vào ngày 1 tháng 10 năm 1945, trên cơ sở chỉ thị của Stavka vào ngày 10 tháng 9 năm 1945, phương diện quân bị giải thể, và Quân khu Viễn Đông được tái lập trên cơ sở địa bàn tác chiến và các đơnv 5i cũ của phương diện quân Viễn Đông 2.

## Bộ chỉ huy
Do thời gian tồn tại chưa đầy 2 tháng, các lãnh đạo chính của phương diện quân giữ chức vụ trong suốt thời gian.
- Tư lệnh: Đại tướng M.A. Purkayev
- Ủy viên Hội đồng Quân sự: Trung tướng D.S. Leonov
- Tham mưu trưởng: Trung tướng F.I. Shevchenko

## Thành phần biên chế
Phương diện quân Viễn Đông 2 bao gồm các đơn vị sau vào ngày 9 tháng 8 năm 1945:
- Tập đoàn quân Cờ đỏ 2
- Tập đoàn quân 15
- Tập đoàn quân 16
- Tập đoàn quân Không quân 10
- Quân đoàn súng trường 5
- Khu phòng thủ Kamchatka
- Hạm đội Thái Bình Dương
- Hạm đội sông Amur

## Các chiến dịch lớn đã tham gia
- Chiến dịch Mãn Châu Lý
- Chiếm đóng quần đảo Kuril